# Göran Tunström
Göran Tunström (Karlstad, 14 de mayo de 1937-Estocolmo, 5 de febrero de 2000) escritor sueco galardonado en 1984 con el Premio de Literatura del Consejo Nórdico y el Premio Selma Lagerlöf.
Hijo de un pastor, pasó su infancia en Sunne, en la frontera con Noruega, donde más tarde fue inhumado. Se casó con la pintora Lena Cronquist con quien tuvo un hijo, el director de cine Linus Tunström.
Dejó varios poemarios y grabaciones radiofónicas y participó en festivales poéticos como el Festival internacional de poesía de Oslo.